# Claude Rohla
Claude Rohla, född 9 november 1951, död 20 september 2011, var en luxemburgsk bågskytt. Han deltog vid olympiska sommarspelen 1984.